# Психология жертвы
Психология жертвы — это определенный поведенческий стереотип, выработанный под воздействием страха. Страх может закрепиться в результате психологической травмы от пережитой в детстве ситуации; быть последствием родительского воспитания или влияния других авторитетов; простым нежеланием брать ответственность за свои поступки; неуверенностью в себе и т. п.
Психология жертвы также является ключевым понятием в виктимологии.

## Значение
Синдром жертвы — это приобретенная личностная черта, при которой человек считает себя жертвой негативных действий других людей или обстоятельств. При этом он не просто так думает, но и ведёт себя так, как будто имеет очевидные доказательства этого. Подобное поведение отрабатывается до автоматизма. Причём часто внешне «жертвы» осуждают того, кто становится причиной их несчастий, но на самом деле вовсе не стремятся как-либо изменить ситуацию, так как им в ней вполне комфортно, как бы парадоксально это ни звучало.
Синдром жертвы наиболее распространён на уровне бытовых и, особенно, семейных отношений.
— Синдром жертвы распознаётся по следующим симптомам:
- Я чувствую страдание, от ситуации мне плохо.

- Я нахожусь в этой ситуации длительное время (больше месяца).

- Не чувствую в себе решимости исправить ситуацию.

- Я не делал попыток исправить ситуацию.

- Я часто попадаю в такие ситуации с разными людьми.

Чтобы помочь человеку избавиться от синдрома жертвы, психологи рекомендуют не сочувствовать и не поддакивать жалостливым речам, а выслушивать собеседника и задавать конкретные вопросы, например, «Какой вывод ты сделал из ситуации, чтобы она больше не повторилась?», «Что ты будешь делать дальше?». Теоретически такая тактика должна заставить личность воспринимать мир более реально, брать ответственность за собственные поступки. Хотя более вероятен сценарий, при котором ваш визави просто перестанет с вами общаться и найдёт того, кто будет его жалеть.

## Представление понятия в разных дисциплинах
В криминалистике психология жертвы рассматривается как девиантное поведение (виктимность).
В психологии (психоанализ, гештальтпсихология, экспериментальная психология) психология жертвы рассматривается в контексте комплексов и неврозов (рентный невроз, например). А в гуманистической, экзистенциальной и позитивной психологии как "несчастный, гибнущий, искалеченный индивид с комплексом «выученной беспомощности»". В естественнонаучной и экспериментальной психологии «жертва» рассматривается как внутреннее унаследованное рабство души («рефлекс рабства») и как результат неправильного воспитания.
Среди различных классификаций, выделяют, например следующие типы некриминальных жертв (Плотников, 2003): Виноватые, Обвинители, Самозапугиватели и Супермены.